# آراف‌ای رلاینت (ای۱۳۱)
آراف‌ای رلاینت (ای۱۳۱) (به انگلیسی: RFA Reliant (A131)) یک کشتی بود که طول آن ۲۰۴ متر (۶۶۹ فوت) بود. این کشتی در سال ۱۹۷۶ ساخته شد.